# سپتیسمی
سپتیسمی (به انگلیسی: Septicemia) یا سپسیس یا گَندخونی یا پَلَشت‌خونی نوعی التهاب است که سراسر بدن را فرا می‌گیرد و به دلیل عفونت پیش می‌آید. علائم و نشانه‌های این بیماری شامل تب، افزایش تپش قلب، افزایش میزان تنفس و سردرگمی می‌باشند. همچنین علائم دیگری نیز وجود دارند که در ارتباط با عفونت‌های خاصی از قبیل سرفه همراه با ذات‌الریه یا ادرار کردن با درد به همراه عفونت کلیه هستند.  در افراد بسیار پیر و خیلی جوان که سیستم ایمنی ضعیف دارند، ممکن است هیچ نشانه‌ای از عفونت خاص و کاهش دمای بدن وجود نداشته باشد یا دمای بدن به جای دمای بالای بدن در حالت طبیعی باشد. گندخونی خیلی شدید نوعی بیماری است که باعث عملکرد ضعیف اندام یا جریان خون ناکافی می‌شود.  جریان خون ناکافی ممکن است با فشار خون پایین، لاکتات خون یا کم بودن خروجی ادرار همراه گردد. شوک سپتیک نوعی فشار خون پایین است که به دلیل گونه‌ای گندخونی به وجود می‌آید و با وجود تزریق میزان مناسبی از مایعات درون‌وریدی، بهبودی حاصل نمی‌گردد. تخمین زده می شود که سالیانه در حدود 11 میلیون نفر در جهان به علت سپسیس جان خود را از دست می دهند. 

## عامل بیماری و تشخیص آن

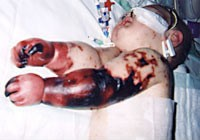
شارلوت کلورلی-بیسمن، کوچک‌ترین نوزادی که دچار گندخونی شده و زنده مانده‌است.

گندخونی به دلیل تحت تأثیر قرار گرفتن پاسخ ایمنی توسط عفونت به وجود می‌آید. این عفونت در بیشتر مواقع به دلیل باکتری مانند استافیلوکوکوس اورئوس مقاوم به متی سیلین (MRSA) ایجاد می‌گردد، اما همچنین به دلایلی همچون قارچ، ویروس یا انگل نیز ممکن است اتفاق بیفتد. معمول‌ترین نقاطی که دچار عفونت می‌شوند این موارد هستند: ریه‌ها، مغز، مجاری ادراری، پوست و ارگان‌های شکمی.  عوامل خطر شامل مواردی همچون سالمندی یا جوانی، سیستم ایمنی ضعیف در برابر شرایطی از قبیل سرطان یا دیابت و ترومای بزرگ یا سوختگی است. تشخیص این بیماری به صورت شناسایی حداقل دو سندروم پاسخ التهابی سیستمیک (SIRS) به خاطر یک عفونت فرضی انجام می‌شود.  پیش از شروع به استفاده از آنتی‌بیوتیک، توصیه این است که کشت خون صورت گیرد؛ اما عفونت خون برای تشخیص این بیماری نیاز نیست. تصویربرداری پزشکی باید به انجام برسد تا موقعیت احتمالی عفونت تشخیص داده شود. دیگر علت‌های احتمالی علائم و نشانه‌های احتمالی شامل این موارد می‌باشد: آنافیلاکسی، نارسایی آدرنال، حجم پایین خون، نارسایی قلبی و آمبولی ریه.
ایجاد آبشارهای التهابی (ایمونولوژیک) در روند یک عفونت به تداخل سیستم ایمنی منجر می شود. یک پاتوژن مهاجم توسط الگوهای مولکولی مرتبط با پاتوژن (PAMPs) شناسایی می شود. این PAMP ها توسط گیرنده های تشخیص الگو سیستم ایمنی ذاتی، که ممکن است به غشاء یا سیتوزولی متصل شوند، شناسایی می شوند.  در نتیجه این شناسایی و اتصال و سیگنالینگ بین سلولی، فاکتورهای رونویسی فعال شده، و بیان سایتوکاین های پیش التهابی و ضد التهابی افزایش می یابد که نهایتا منجر به اختلال سیستم ایمنی می شود. 
سایر پاسخ‌های ایمنی مرتبط با عفونت‌های میکروبی، مانند NETs نیز می‌توانند در سپسیس نقش داشته باشند یا مشاهده شوند. تشکیل NET تنها از طریق مرگ سلولی نوتروفیل، که در طول عفونت های میکروبی رخ می دهد، رخ می دهد. تله های خارج سلولی نوتروفیلی به نام NET باکتری ها را از جریان خون حذف می کند. این ترکیبات بخشی از سیستم ایمنی ذاتی هستند که در ابتدا در طول عفونت فعال می شوند. 

## درمان
گندخونی معمولاً با استفاده از مایعات داخل وریدی و آنتی‌بیوتیک درمان می‌شود.  این کار عموماً در واحد مراقبت‌های ویژه صورت می‌گیرد.  اگر جایگزین کردن مایعات برای بالا نگاه داشتن فشار خون کافی نباشد، درمان‌هایی به منظور بالا آوردن فشار خون می‌تواند به کار رود.  تهویه مکانیکی و دیالیز می‌توانند به ترتیب برای پشتیبانی از عملکرد ریه‌ها و کلیه‌ها به کار روند. برای هدایت کردن این روش درمان، کاتتر سیاهرگ مرکزی و کاتتر شریانی می‌توانند جایگزین شوند.  موارد سنجش دیگری نیز شامل برون‌ده قلبی و ورید اجوف فوقانی اشباع اکسیژن می‌تواند به کار رود.  بیماران مبتلا به گندخونی نیاز به اقداماتی پیشگیرانه برای ترومبوز سیاهرگی عمقی، زخم استرس و زخم فشاری دارند، مگر این که شرایط دیگر از دخالت چنین عواملی جلوگیری کنند.  برخی افراد ممکن است از کنترل شدید سطح قند خون با استفاده از انسولین سود ببرند. استفاده از کورتیکواستروئیدها هنوز جای بحث دارد. دراترکاگین فعال آلفا که در اصل برای نمونه‌های شدید گندخونی تهیه گردید، چندان مفید تشخیص داده نشد و از سال ۲۰۱۱ آن را از بازار جمع‌آوری کردند.

## پیشگیری، همه‌گیری‌شناسی و تاریخچه
شدت بیماری تا حدودی نتیجهٔ بیماری را تعیین می‌کند و در واقع، گندخونی معمولی تا ۳۰٪، گندخونی شدید تا ۵۰٪ و نوع شوک سپتیک تا ۸۰٪ خطر مرگ دارند. تعداد موارد کلی در سراسر دنیا مشخص نیست، چرا که کارشناسان اطلاعات کمی از جهان در حال توسعه دارند. پیش‌بینی‌ها نشان می‌دهد که سالانه میلیون‌ها نفر به گندخونی مبتلا می‌شوند. در جهان توسعه‌یافته حدود ۰٫۲ تا ۳ مورد از هر هزار نفر در سال یا حدود یک میلیون نفر در سال در ایالات متحده به این بیماری مبتلا می‌شوند. میزان این بیماری در حال افزایش است. بیماری گندخونی در آقایان بیشتر از خانم‌ها دارد. واژگانی نظیر سپتیسمی و مسمومیت خون به وجود ریزجانداران یا مواد سمی در خون اشاره دارند و در حال حاضر مورد استفاده قرار نمی‌گیرند. این بیماری حداقل از زمان بقراط وجود داشته‌است. برخی باکتری‌ها عامل گند خونی و عفونت خون می‌شوند که طحال توانایی فیلتر آنها را دیگر ندارد این باکتری‌ها شامل باکری استرپتوکوک پنومونیه عامل پنوموکوک باکتری نایسریا مننژیتیس عامل مننژیت باکتریایی و باکتری هموفیلوس آنفولانزا نوع ب است واکسن‌های برای عموم در دسترس است و اختیاری است و برای افراد مبتلا به نقص سیستم ایمنی به هر دلیل مشکلات نشت مایع نخاعی و مغزی مشکلات ریوی قلبی کلیوی و کبدی و طحالی مناسب است